# Bentley Arnage
Bentley Arnage är en personbil, tillverkad av den brittiska biltillverkaren Bentley mellan 1998 och 2009.

## Arnage
Arnage, som introducerades i april 1998, var den sista Bentleyn som konstruerades under Rolls-Royce-eran. Genom samarbetet med BMW hämtades mycket av den modernare tekniken från Tyskland.
Transmissionen kom från BMW:s 7-serie. Motorn var en V8:a på 4,4 liter. I Bentley-utförande var motorn försedd med dubbla turboaggregat och gav 354 hk. Till denna var kopplad en 5-stegad automatlåda.
Karossen delades med systermodellen Rolls-Royce Silver Seraph. Förutom den traditionella kylargrillen utmärkte sig Bentleyn genom stora lättmetallfälgar och kraftigare bromsar.
Från 1999 bytte bilen namn till Arnage Green Label. Modellen tillverkades bara ett år, innan BMW slutade leverera motorer efter 1 182 st tillverkade exemplar.

## Arnage Red Label
I samband med kalabaliken runt försäljningen och uppdelningen av Bentley och Rolls-Royce, uppstod frågan om motorleveranser till Bentley. Den nya ägaren Volkswagen AG presenterade svaret på Frankfurt-salongen 1999, form av Arnage Red Label. Den nya modellen hade motor från Continental R, en  turboladdad V8:a på 6,75 liter och 400 hk. Till denna kopplades en äldre 4-stegad automatlåda. 
Modellen efterträddes 2002 av Arnage R, efter 2 273 st tillverkade exemplar.

## Arnage RL
På Detroit-salongen 2001 introducerades den förlängda Arnage RL. Karossen kommer från Rolls-Royce Park Ward. Bilen byggs av Mulliner-divisionen och finns med hjulbaser på 337, 357 eller 385 cm och utrustas helt enligt kundens önskemål. Bland annat finns den i skottsäkert utförande.
Till 2007 uppdaterades motorn och ger nu 456 hk. Samtidigt infördes en modern 6-stegad automatlåda.

## Arnage R
Arnage R presenterades på Genèvesalongen 2002 och efterträdde Red Label-modellen. Motorn uppdaterades med bland annat dubbla turboaggregat och effekten steg till 406 hk.
Till 2007 genomfördes samma uppdateringar på transmissionen som hos RL-modellen.

## Arnage T
Prestanda-versionen Arnage T, som introducerades på Detroit-salongen 2002, hade en motor med dubbelturbo och 456 hk.
Uppdateringarna till 2007 omfattade en effektökning till 507 hk och införande av en 6-stegad automatlåda.